# (41943) Fredrick
(41943) Fredrick (2000 XH2) – planetoida z pasa głównego asteroid okrążająca Słońce w ciągu 4,04 lat w średniej odległości 2,53 j.a. Odkryta 3 grudnia 2000 roku.